# Gomila Krakus
Gomila Krakus (poljsko Kopiec Krakusa) je gomila v predelu Podgorze v Krakovu na Poljskem. Po legendi naj bi bila gomila grob mitskega Kralja Krakusa, ki je ustanovil mesto Krakov. 
Gomila je na hribu Lesota, 3 kilometre južno od centra mesta na nadmorski višini 271 metrov, z osnovnim premerom 60 metrov in višino 16 metrov. Skupaj z bližnjo gomilo Vande je to ena od zgodovinskih gomil in najstarejša ročno grajena struktura v Krakovu. V okolici mesta sta tudi dve novejši gomili, gomila Kościuszka zgrajena leta 1823 in gomila Piłsudskega, ki je bila zgrajena 1937.

## Zgodovina
Starost in prvotni namen gomile ostajata skrivnost, čeprav so gomili pripisani verski in spominski nameni. Izkopavanja sredi 1930-oh so pokazala, da je gomila sestavljena iz trdnega lesenega jedra, prekritega z zemljo in trate. V notranjosti so našli nekaj predmetov iz obdobja med 8. in 10. stoletjem, niso pa našli nobenih človeških ostankov ali kosti. Po drugi hipotezi je gomila keltskega izvora in je iz 2. in 1. stoletja pred našim štetjem. Na gomilo je povezan tudi mitski izvor. Krakus naj bi bil zgrajen v čast smrti kralja Krakusa, ko so si žalostni meščani napolnili rokave s peskom in umazanijo in jih pripeljali na kraj gomile, da bi ustvarili goro, ki bi vladala nad ostalo pokrajino, kot kralj Krakus. Prvotno so štiri manjše gomile obdajale Krakovo gomilo, vendar so jih v 19. stoletju porušili, da bi ustvarili Krakovsko mestno obzidje.
Podobno kot druge starodavne strukture, kot je Stonehenge, je bila Krakuška gomila morda zgrajena z mislijo na astronomijo. [5] Če nekdo stoji na gomili Krakus in zjutraj ob sončnem vzhodu Beltane, drugega največjega keltskega praznika, pogleda proti gomili Wanda, bo videl sonce vzhajati neposredno nad gomilo Wanda.
Do sredine tridesetih let dvajsetega stoletja so na pobočjih Krakuške gomile vsako leto prvi torek po veliki noči prirejali ljudsko praznovanje. Ponovno je bilo oživljeno v 2000-ih in se  odvija vsako leto.